# Serinhan (Erau)
Serinhan (en francès: Sérignan) és un municipi occità del Llenguadoc, situat al departament de l'Erau i a la regió d'Occitània. L'any 2020 tenia 7.809 habitants.
El 1286 fou atacat per les tropes de Roger de Llúria, que hi van desembarcar com a represàlia a la invasió francesa durant la Croada contra la Corona d'Aragó.